# Залом (магия)

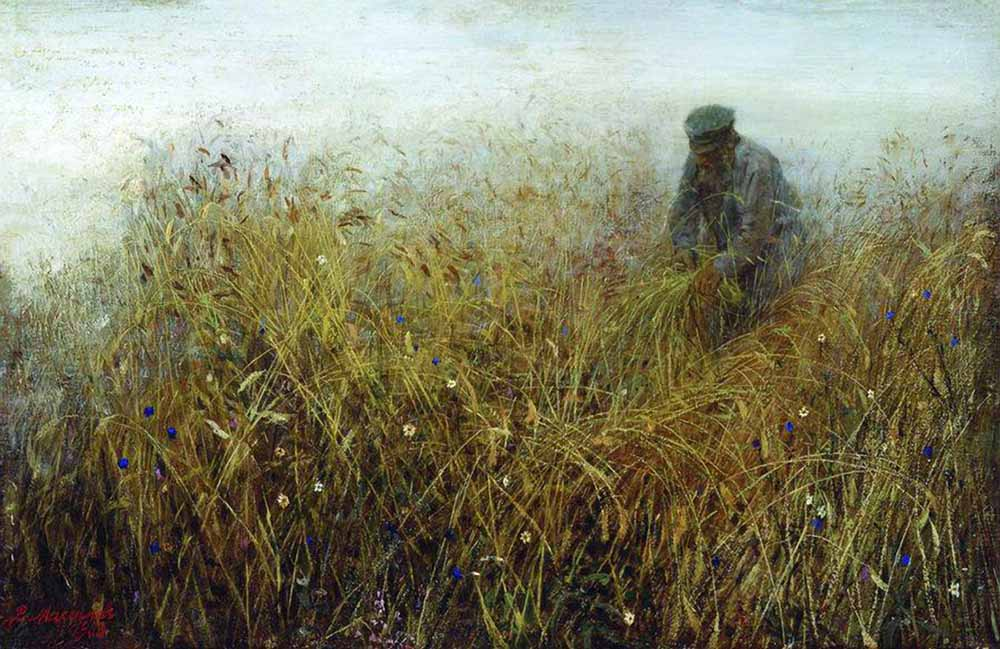
В. М. Максимов. «Залом ржи», 1903 год.

Зало́м — способ вредоносной магии, производимый ведьмами и колдунами (см. также пережин), путём связывания (скручивания) узлом колосьев в житном (реже овсяном), а также льняном и конопляном поле.
У восточных славян в разных краях (странах) имел и иные названия: закрутка, завертка, завиток, завязь, завитка, запертенъ, кукла, венок и тому подобное. Знахарь, делающий в хлебе залом, закрутку — Заломщик.

## История
Залом известен у восточных славян (кроме Русского Севера) и в пограничных районах Польши (Подляшье). По народным верованиям, с помощью залома можно отнять урожай (отнять у хлеба спорынью), погубить скот, навлечь болезнь (особенно ломоту рук и ног, головную боль, колтун) или даже смерть на хозяина поля и его близких.
Вредоносное влияние залома обусловлено характером действия над колосьями (кручение, ломание, связывание) и сопровождающими его вербальными формулами (заговорами) и наступает при условии непосредственного контакта с заломом, поэтому во время жатвы залом старались обойти и затем обезвредить. Считалось, что уничтожить закрутку может только знахарь или колдун. Временем наведения порчи посредством залома являлся период цветения злаков, а также ночь на Ивана Купалу, у русских — Семик перед Троицей; делать залом надо было ночью или в предрассветный час, раздевшись догола и втайне от всех. В русских духовных стихах залом причислялся к самым тяжким грехам.
Снятие порчи и обезвреживание залома, как правило, поручалось знахарю; лишь в некоторых местностях заломы разрешалось срезать хозяину поля или жнице. Чаще всего срезанные заломы тут же в поле сжигались в костре под прикрытием дырявого горшка или под завалом осиновых щепок от дерева, сожжёного молнией. Однако, в Гомельском Полесье бытовало поверье, что заломы следует срезать серпом не прикасаясь к ним рукой. После этого в полночь или полдень их нужно было отнести к реке и сбросить в водоворот.